# Филд Милл
«Филд Милл» (англ. Field Mill), известный также как «Уан Колл» (англ. One Call Stadium) — спортивный стадион, расположенный в Мансфилде, графство Ноттингемшир, Англия. Домашняя арена клуба «Мансфилд Таун». Является одним из старейших стадионов Футбольной лиги: матчи начали играться здесь с 1861 года. На данный момент стадион вмещает 10 000 зрителей, однако, в связи с соблюдением безопасности, реальная вместимость стадиона составляет 8186 человек .